# Lagstyre
Lagstyre, styre av lagar, är principen om att alla människor och institutioner är underställda och ansvariga inför lagen som tillämpas rättvist.
Den kanske viktigaste tillämpningen av lagstyre är principen att statlig makt och myndighetsutövning endast är legitim när den sker i enlighet med lagar som är offentliga, tydliga och allmänt tillgängliga. Dessa lagar ska ha antagits genom demokratiska och rättssäkra processer, exempelvis av ett parlament, och tillämpas genom opartiska och etablerade rättsliga förfaranden.
Principen är avsedd att vara ett skydd mot godtyckligt styre, vare sig av en totalitär ledare eller av en söndervittrad stat. Lagstyreprincipen skiljer sig alltså från såväl diktatur som anarki.

## Historik
I England kan utfärdandet av Magna Charta (1215) ses som en tidig illustration av "principen om lagstyre". Detta dokument tvingade kung Johan av England att underkasta sig lagen och lyckades sätta gränser för feodala avgifter och tullar.
En av de första moderna författare att ge principen teoretisk grund var Samuel Rutherford (Lex, Rex, "Lagen är kung", 1644), senare följd av Montesquieu genom verket (De l'esprit des lois, "Om lagarnas anda", 1748).